# Speinshart
Speinshart este o comună din districtul Neustadt an der Waldnaab, landul Bavaria, Germania.

## Obiective turistice
- Mănăstirea Speinshart: fondată în anul 1145, cunoaște un declin confesional în timpul Reformei Protestante din sec.XVI. Revitalizată în sec.XVII, a fost secularizată în anul 1803. Actuala bazilică, în stil baroc, s-a construit de-a lungul mai multor decenii, de la sfârsitul sec.XVII, până la mijlocul sec.XVIII.

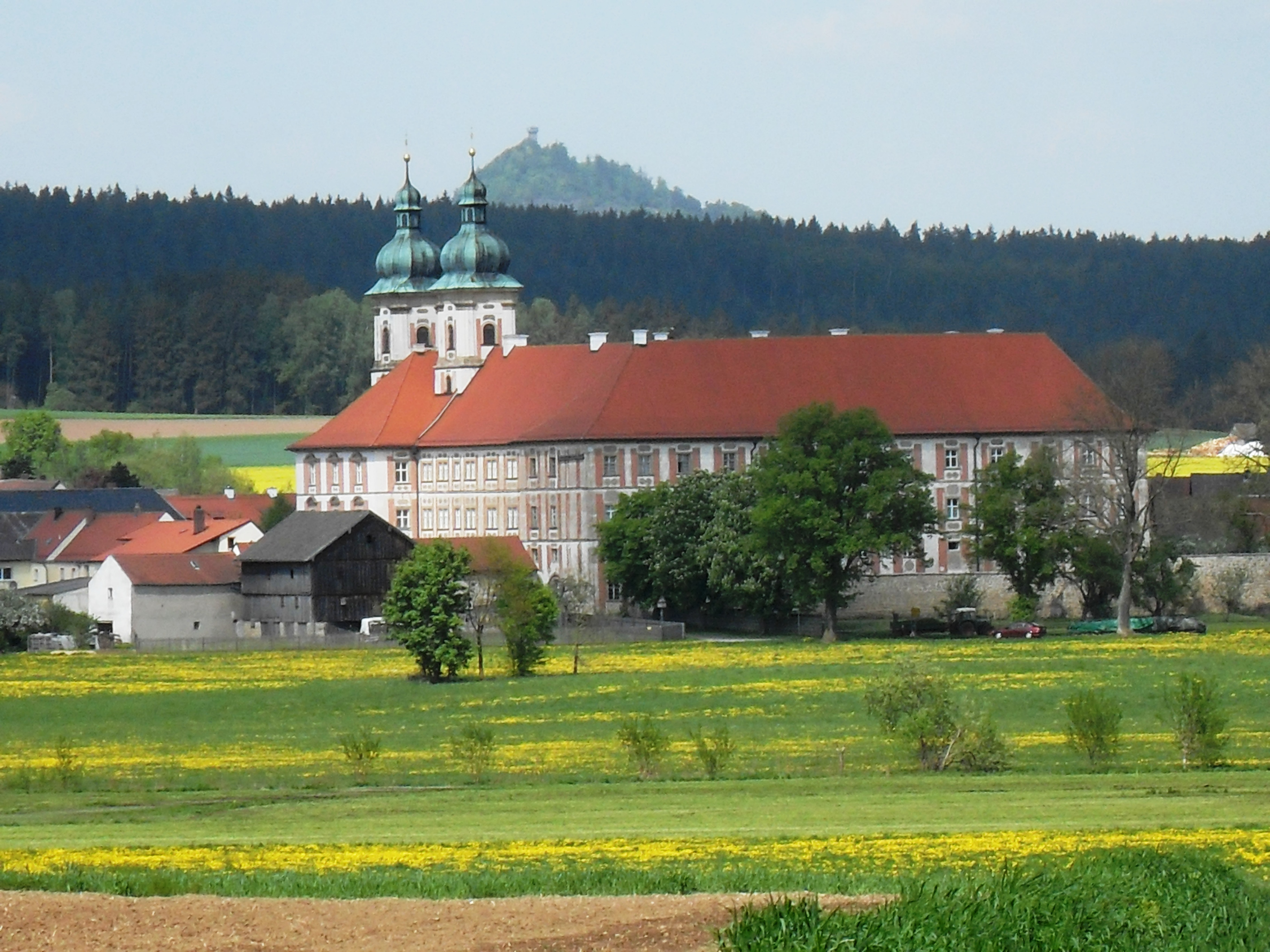
Mănăstirea Speinshart

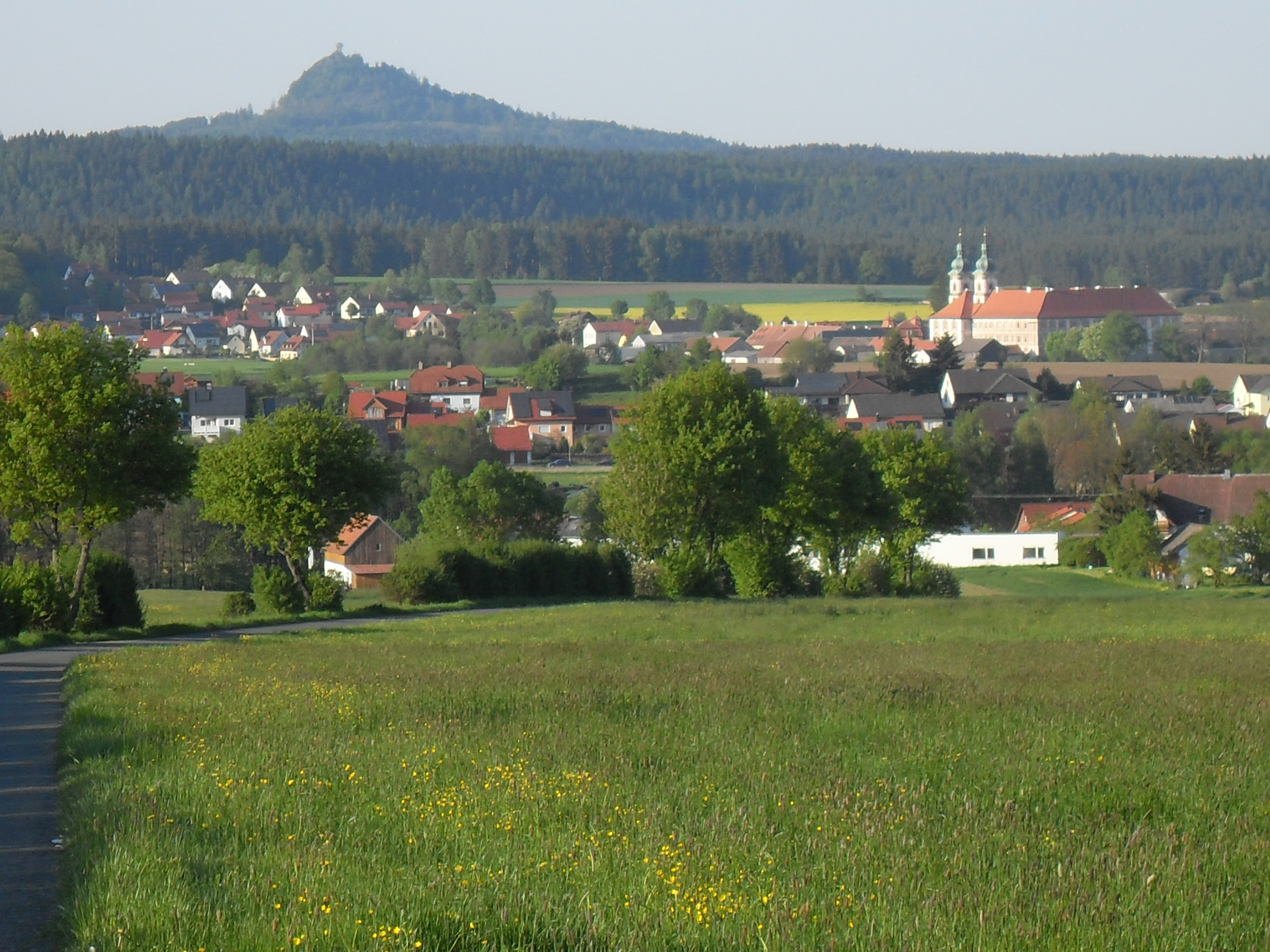
Speinshart, vedere de ansamblu

1. ↑  Alle politisch selbständigen Gemeinden mit ausgewählten Merkmalen am 31.12.2018 (4. Quartal) (în germană), Statistisches Bundesamt[*], arhivat din original la 10 martie 2019, accesat în 10 martie 2019